# Maestà di Ognissanti
Maestà di Ognissanti es el título de una pintura sobre tabla, representando el tema de la Maestà, del pintor italiano Giotto. Tiene unas dimensiones monumentales de 204 cm x 325 cm. Se conserva en la Galería de los Uffizi de Florencia, escenográficamente a poca distancia de tablas análogas: la Maestà di Santa Trinita de Cimabue y La Madonna Rucellai de Duccio. 

## Historia
Este retablo fue pintado por Giotto a su regreso de Asís, al menos según la gran mayoría de la crítica italiana que asigna a Giotto las Historias de San Francisco de Asís: entre 1300 y 1303. Otros críticos la colocan en una época más tardía, bien hacia el año 1310 o tras varios viajes, hacia el 1314-1315, por lo tanto en la época de los frescos de la capilla de los Scrovegni de Padua, cuando era tan conocido que Dante lo mencionó en la Divina Comedia (Purgatorio, XI, 94-96), en el que alude, a propósito de la transitoriedad de la fama, a que Giotto había eclipsado ya al maestro Cimabue.
Se encontraba inicialmente en la iglesia de Ognissanti en Florencia, de ahí su nombre. La primera mención de la tabla como obra de Giotto se remonta a Lorenzo Ghiberti como tavola grandissima di Nostra Donna a sedere in una sedia con molti angeli intorno («tabla grandísima de Nuestra Señora sentada en una silla con muchos ángeles alrededor»). En la iglesia se encontraba en el lado derecho, probablemente sobre un muro intermedio, la separación que antes del Concilio de Trento dividía en las iglesias la zona de los sacerdotes, el presbiterio de la de los fieles, o de algún tipo de altar de ese lado. El Niño que bendice está girado tres cuartos y mira hacia la izquierda.

## Descripción e iconografía

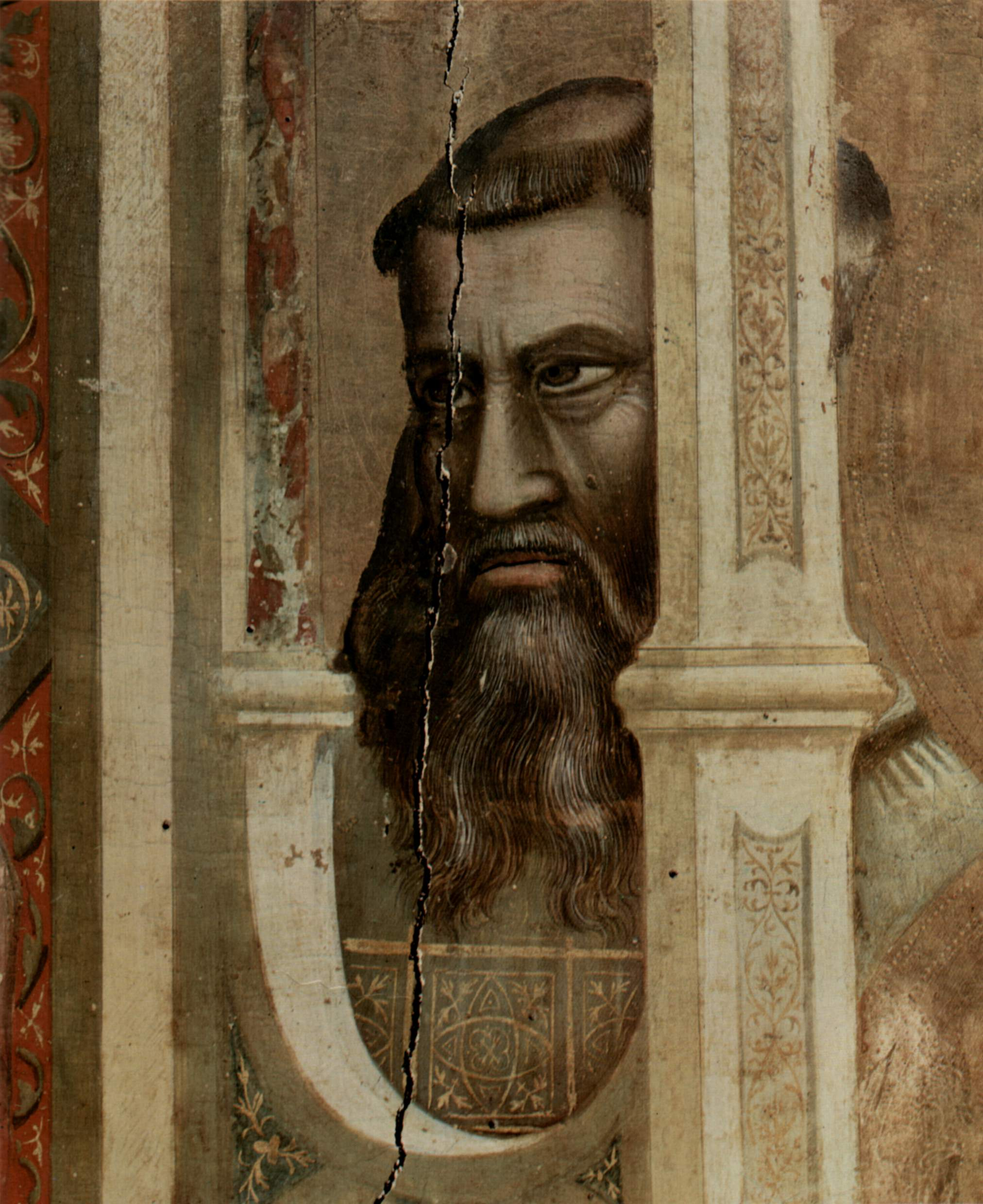
Detalle.

La comparación con las obras precedentes sirve para medir cómo el arte de Giotto se dirige hacia una radical renovación de la pintura, aunque no faltan rasgos arcaicos como el fondo de oro y las proporciones jerárquicas (la Virgen y el Niño más grande que quienes los rodean), composición central de la Virgen con Niño, la simetría entre las figuras, la pose hierática de la Virgen, ángeles y apóstoles en torno suyo. El suelo de oro simboliza la divinidad.
El tema de la Maestà es reinterpretado con gran originalidad, centrado sobre la recuperación de la espacialidad tridimensional de los antiguos y sobre la superación de la frontalidad bizantina. Aunque ángeles y santos son aún rígidamente simétricos, no están unos detrás de los otros, aplastados, sino que se colocan con orden uno detrás de otro, cada uno con su propia fisonomía. Están colocados en un orden de perspectiva. Como en la Maestà de Duccio, la Virgen se sienta sobre un trono arquitectónico con un punto de fuga central, que el baldaquín o tabernáculo acentúa y precisa. A diferencia del trono que aparece en la Maestà de Cimabue, se intenta representar de forma más realista: dos escalones de piedra, revestidos de mármol y piedras de color. Se ha construido según una perspectiva intuitiva pero eficaz; también una extraordinaria semejanza con el de la Justicia de la capilla de los Scrovegni. 
Como en la Madona Rucellai de Duccio y a diferencia de la Maestà de Cimabue, los ángeles no miran al espectador sino al grupo de la Virgen con el Niño. Es innovadora la representación de perfil de algunos de ellos, algo propio del arte bizantino en particular los cuatro ángeles del primer y segundo plano, que portan ofrendas para la Virgen. El de la izquierda, en segundo plano, una corona que le será entregada a la Virgen en el Cielo, evidenciando la popularidad del tema de la coronación de la Virgen en aquella época. El de la derecha, atrás, lleva un cofre precioso. Los dos ángeles delanteros, más al nivel visual del espectador, portan jarras con flores marianas: el de la izquierda con lirios (símbolo de pureza) y el de la derecha rosas. La Virgen con el Niño tienen un volumen sólido, bien desarrollada plasticidad, con claro contraste entre las sombras y las luces, mucho más que en la vecina obra de Cimabue (la Maestà di Santa Trinita) de alrededor de diez años antes. El rostro de la Virgen es más suave y humana, a diferencia del arte bizantino. Mira directamente hacia afuera, al espectador que está rezando delante de la tabla. Originalísima es la disposición de los dos santos o profetas barbudos en la última fila, visibles sólo a través de los laterales calados del trono. Están representados en tres cuartos, a diferencia de los ángeles, que aparecen de perfil. Con su presencia, están representados tanto el Antiguo como el Nuevo Testamento.

## Análisis
Este cuadro anuncia claramente el movimiento prerrenacentista de los primitivos italianos, que, aun conservando los principios fundamentales de la pintura bizantina (sujeto, simbolización de los personajes sagrados, iconografía, simbolismo de los colores) comenzaron a elaborar otra pintura, humanizando la representación de los personajes, su individualización, la introducción de una representación coherente y realista del decorado (perspectiva formal del trono, detalles arquitectónicos, planos de colocación de los personajes).
La técnica pictórica es muy avanzada y ha superado completamente el dibujo esquemático esbozado en el siglo XIII, prefiriendo un esfumado delicado pero incisivo y regular, que da un volumen nuevo a las figuras. 

## OtrasMaestà

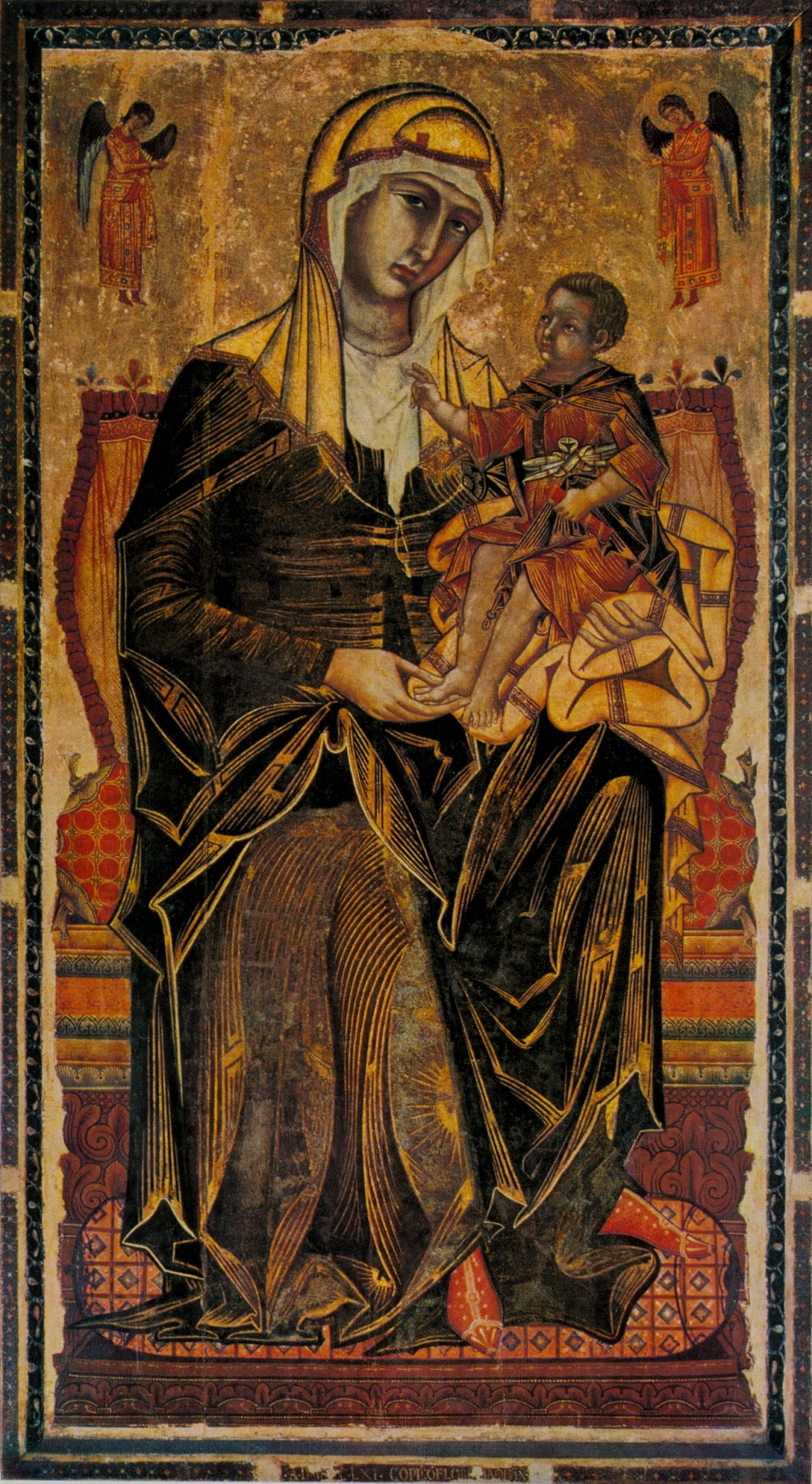
Coppo di Marcovaldo, Madonna del Bordone, 1261, iglesia de Santa Maria dei Servi (Siena).
Cimabue, Maestà, h. 1280, en el pasado en Pisa, hoy en el Louvre (París).
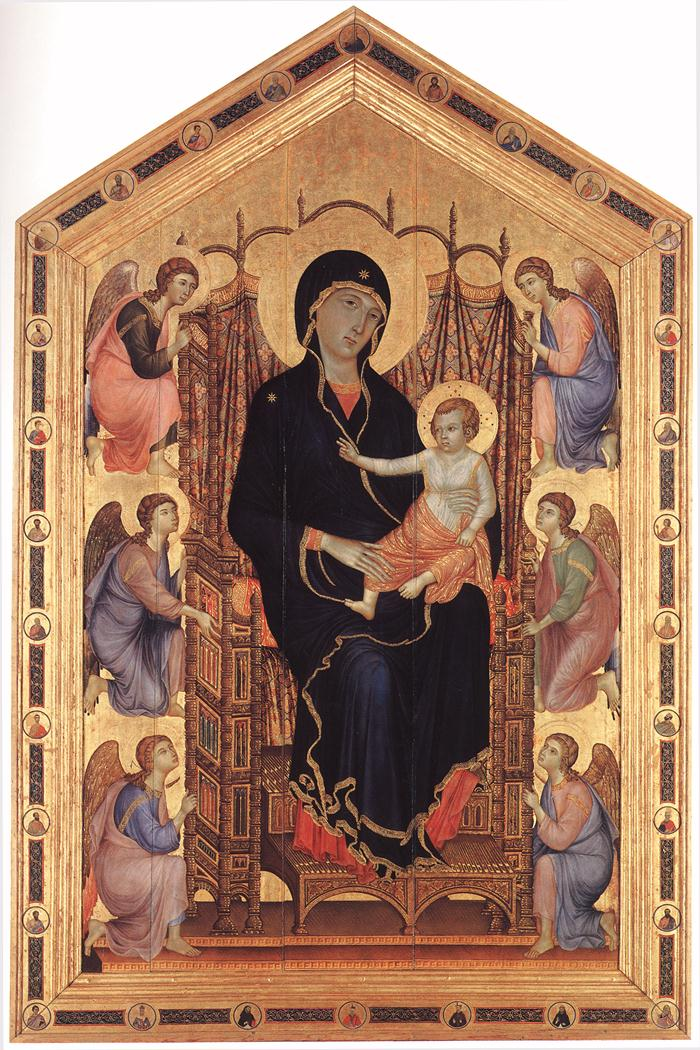
Duccio di Buoninsegna, h. 1285, La Madonna Rucellai, Uffizi (Florencia).
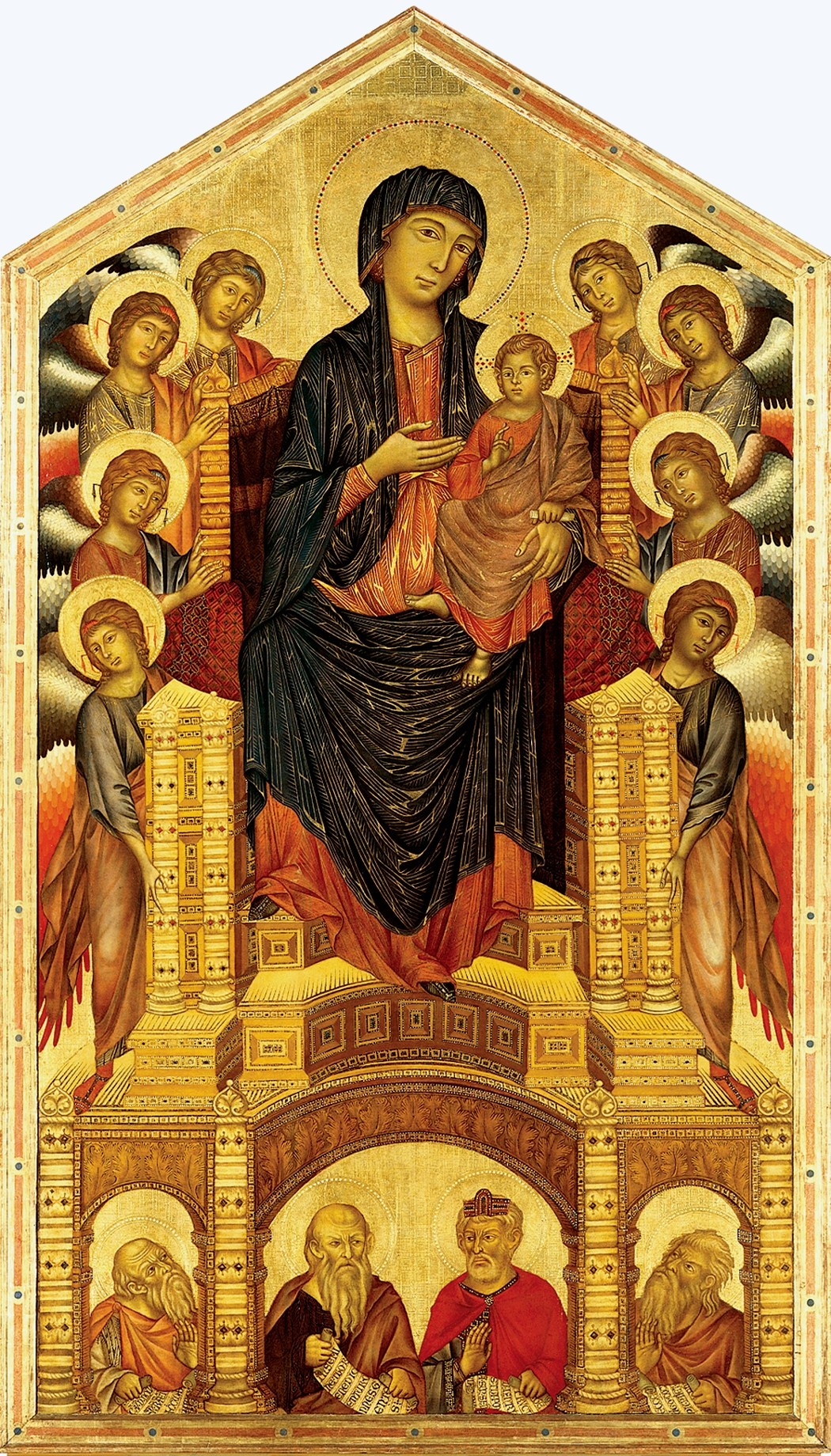
Cimabue, Maestà di Santa Trinita, h. 1280-1290, Uffizi (Florencia).